# Jean-Charles Balty
Jean-Charles Balty (geboren am 26. Februar 1936 in Béziers) ist ein französisch-belgischer Klassischer Archäologe.

## Leben
Nach dem 1956 erworbenen Lizenziat in Klassischer Philologie setzte Jean-Charles Balty als Aspirant des Fonds national belge de la Recherche scientifique sein Studium fort. Im Jahr 1964 folgte das Lizenziat in Kunstgeschichte und Archäologie, 1968 die Promotion. Bereits 1963 wurde er Mitarbeiter an den Königlichen Museen für Kunst und Geschichte in Brüssel, denen er bis 1995 als Leiter der Antikenabteilung angehörte. Zudem war er ab 1964 wissenschaftlicher Assistent, ab 1971 außerordentlicher, ab 1976 schließlich ordentlicher Professor für Klassische Archäologie an der Université libre de Bruxelles. Im akademischen Jahr 1971/72 lehrte er als Gastprofessor an der Universität zu Köln. 1995 folgte er dem Ruf auf den Lehrstuhl für römische Kunstgeschichte an der Sorbonne (Universität Paris IV), den er bis zu seinem Ruhestand 2003 innehatte.
Von 1961 bis 1967 nahm Jean-Charles Balty an den belgischen Ausgrabungen in Alba Fucens teil, begann aber bereits 1965 eigene Ausgrabungen im syrischen Apameia am Orontes, die bis in die 1990er Jahre andauerten. Neben zahlreichen Arbeiten zu diesen beiden Forschungsgebieten gilt das wissenschaftliche Interesse Baltys vor allem der römischen Architektur, dem römischen Porträt, aber auch der griechischen Plastik und den italischen Bronzen. Einen weiteren Schwerpunkt bilden die Forschungen zum antiken Kultus, was sich in seiner Mitgliedschaft im verantwortlichen Redaktionskomitee des Thesaurus Cultus et Rituum Antiquorum niederschlug.
Jean-Charles Balty ist Mitglied des Deutschen und des Österreichischen Archäologischen Instituts sowie des Istituto Nazionale di Studi Etruschi ed Italici. Die Académie royale des Sciences, des Lettres et des Beaux-Arts de Belgique und die französische Académie des inscriptions et belles-lettres wählten ihn zu ihrem Mitglied. 1977 wurde er Mitglied der Königlichen Akademie der Wissenschaften und Schönen Künste von Belgien. Zudem trägt er den Ordre du Mérite syrien erster Klasse, ist Offizier des belgischen Kronenordens und Kommandeur des Ordens Leopolds II.
Als Mitglied der belgischen Akademie war Jean-Charles Balty deren Delegierter in der Union Académique Internationale. Er war verantwortlich für die belgische Sektion des Corpus Vasorum Antiquorum und gehörte zu den Herausgebern des Lexicon Iconographicum Mythologiae Classicae.

## Publikationen (Auswahl)
- Études sur la Maison Carrée de Nîmes. Latomus, Brüssel 1960.
- Guide d’Apamée. Centre belge de recherches archéologiques à Apamée de Syrie, Brüssel 1981.
- Curia ordinis. Recherches d’architecture et d’urbanisme antiques sur les curies provinciales du monde romain. Académie royale de Belgique, Brüssel 1991.
- Porträt und Gesellschaft in der römischen Welt (= Trierer Winckelmannsprogramme. Heft 11). Philipp von Zabern, Mainz 1993.
- Sculptures antiques de Chiragan (Martres-Tolosane). 1 Les portraits romains
  - 2: mit Daniel Cazes, Emmanuelle Rosso: Le siècle des Antonins. Musée Saint-Raymond, Toulouse 2012, ISBN 2-909454-34-7.
  - 3: mit Daniel Cazes: L' époque des Sévères. Musée Saint-Raymond, Toulouse 2020.
  - 5: Le Tétrarchie. Musée Saint-Raymond, Toulouse 2008, ISBN 2-909454-28-2.